# Albert Meyer (Fotograf)

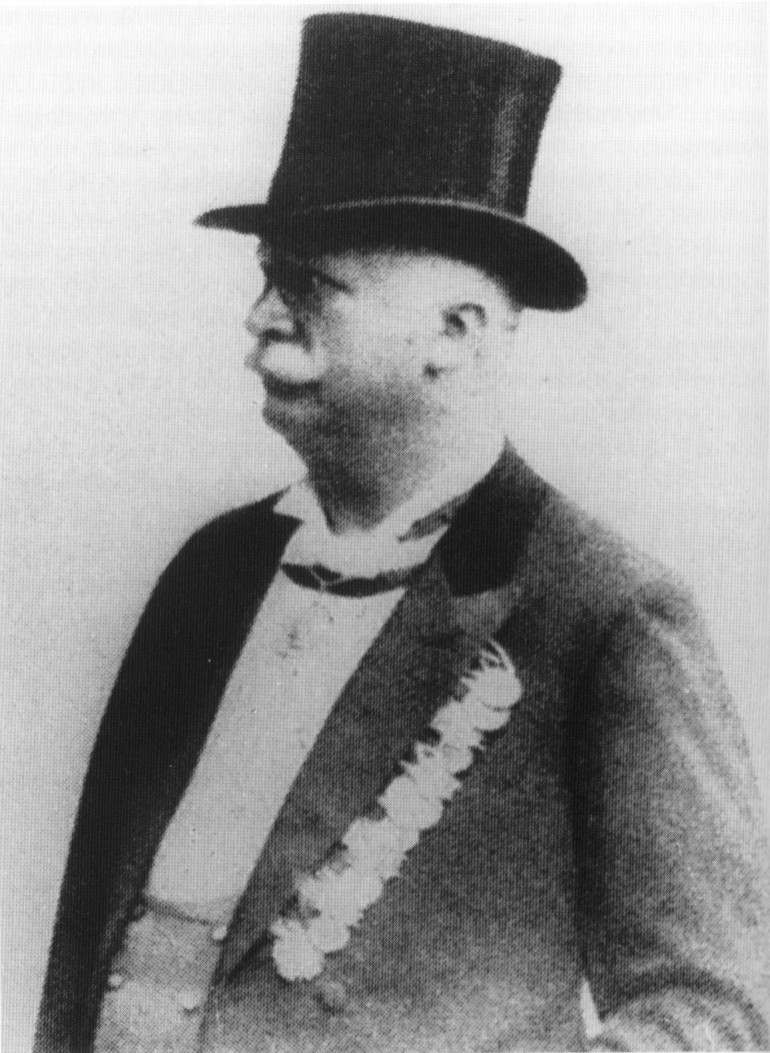
Der Fotograf Albert Meyer im Schmuck seiner Auszeichnungen

Albert Meyer (* 27. Februar 1857 in Klotzsche; † 24. August 1924 in Dresden) war ein deutscher Fotograf und Betreiber von fotografischen Filialen. Bekannt wurde er als Fotograf der ersten Olympischen Spiele der Neuzeit 1896 in Athen.

## Leben
Meyer wurde in Klotzsche bei Dresden geboren. Mit 24 Jahren ging er in die USA und erhielt dort eine zweijährige Ausbildung als Fotograf.
Nach seiner Rückkehr eröffnete er 1883 in Berlin in der Alexanderstraße 45 im Haus mit den 99 Schafsköpfen ein photographisches Atelier, in dem er zeitweilig 15 Angestellte beschäftigte. In Schaukästen, auf einem Reklamewagen und im Adressbuch verwendete er den Titel „Hof-Photograph“. Er wurde mehrfach polizeilich ermahnt, deutlich darauf hinzuweisen, dass er Hoffotograf des Königs von Sachsen und des Herzogs von Sachsen-Meiningen und nicht des Kaisers von Deutschland in Berlin sei.
Frau Einholz weist weitere Ateliers nach: ab 1884 in der „Neue Königstraße 64“ und ab 1896 in der „Pallisadenstraße 106“.
1891 hatte er Filialen in Stettin und im Ostseebad Misdroy eröffnet (heute Szczecin und Miedzyzdroje, beide in Polen gelegen), dazu ein weiteres Atelier in Berlin, in der Potsdamer Straße. Albert Meyer war inzwischen ein wohlhabender Mann. Sein Einkommen betrug 1893 etwa 13.000 Mark.
Nach seinem Erfolg mit den Mappenwerken mit Bildern von Sportlern der „ersten Olympischen Spiele der Neuzeit“ verkaufte 1901 Albert Meyer seine Ateliers in Berlin und siedelte nach Hannover über.
Einer der Käufer seiner Ateliers war Arthur Schulz.
1902 eröffnete Meyer in Hannover, Georgstraße 24, direkt gegenüber dem Eingang des Opernhauses eine „Kunstanstalt“, die bald einen festen Platz im gesellschaftlichen Leben der Stadt einnahm. Das Atelier hatte etwa 20 Räume, darunter zwei Labors. Zwei Empfangsdamen begrüßten die Gäste; Fotografen, Lehrlinge und sogar ein fest angestellter Buchbinder erledigten die gut bezahlten Aufträge.
Im Erdgeschoss des Ateliers lockte „Meyer’s Wärmehalle“ die Kundschaft, vor allem Künstler. Das Atelier Georgstraße 24 wurde zwar durch die Luftangriffe auf Hannover im Zweiten Weltkrieg (Juni 1943) zerstört, erhalten hat sich jedoch die Fassade des Erdgeschosses mit dem Eingangsportal unter der heutigen Hausnummer 38.
1903 war Albert Meyer Mitglied im Photographischen Verein zu Hannover und im Januar zum Kassenwart gewählt.
1906 nahm Albert Meyer Hugo Julius als Teilhaber seines photographischen Ateliers in Hannover auf. Zu seinen Lehrlingen gehörte in der Zeit Adolf Lux. 1912 veräußerte Meyer auch seinen noch verbliebenen Anteil mit großem Gewinn.
1915 zog Albert Meyer zurück nach Dresden. Hier begannen die unglücklichen Jahre seines Lebens. Sein Sohn, auf den er große Hoffnungen setzte, wurde als Soldat im Ersten Weltkrieg getötet. Während der deutschen Inflation verlor Albert Meyer im Jahre 1923 sein gesamtes Vermögen. Er starb verarmt.

### Fotograf der Olympischen Spiele in Athen 1896
Albert Meyer gehörte dem „Comité für die Beteiligung Deutschlands an den Olympischen Spielen in Athen 1896“ an, das im Dezember 1895 u. a. von Willibald Gebhardt in Berlin ins Leben gerufen worden war. Gemeinsam mit seiner Frau Elisabeth begleitete er die deutsche Olympiamannschaft während der Wettkämpfe. Es gibt Indizien dafür, dass auch Elisabeth Meyer dort als Fotografin tätig war. Vor der Rückreise machte das Ehepaar noch einen Abstecher nach Konstantinopel.

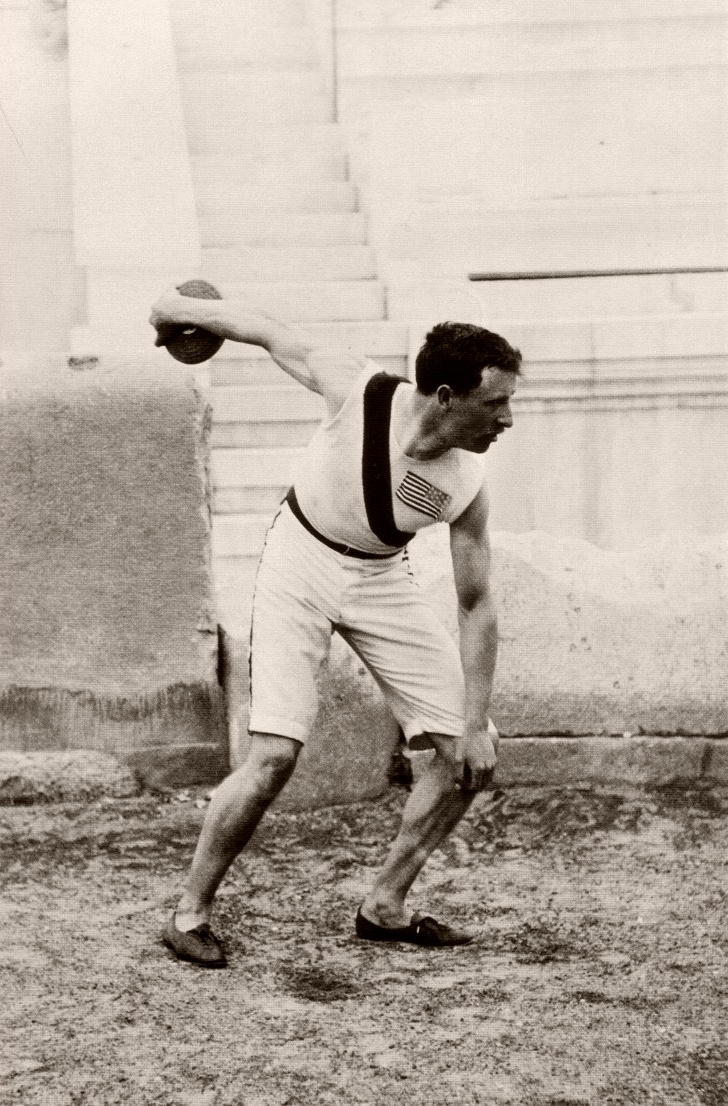
Der Olympiasieger im Diskuswerfen, Robert Garrett, USA

Vermutlich entstanden insgesamt weniger als 100 Aufnahmen während der Olympischen Spiele in Athen. Von sieben Fotografen waren fünf Griechen, ein US-Amerikaner namens Curtis und Albert Meyer. Mit einem Teil der deutschen Mannschaft war er am 28. März 1896 von Berlin nach Brindisi und von dort mit dem Schiff weiter nach Korfu gereist. Von den Aufnahmen sind mindestens die Hälfte Meyer zuzuschreiben.

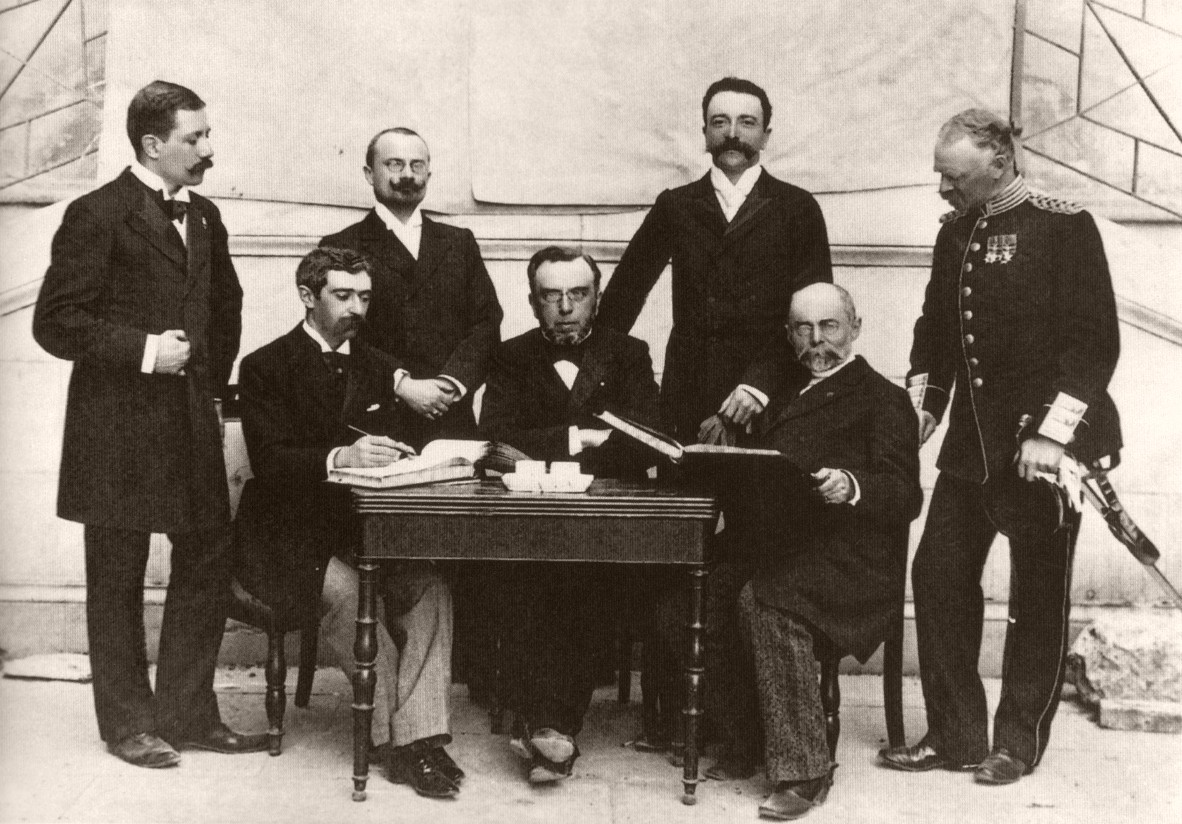
Das Internationale Olympische Komitee. Links stehend: Dr. Gebhardt. Rechts sitzend: Pierre de Coubertin.
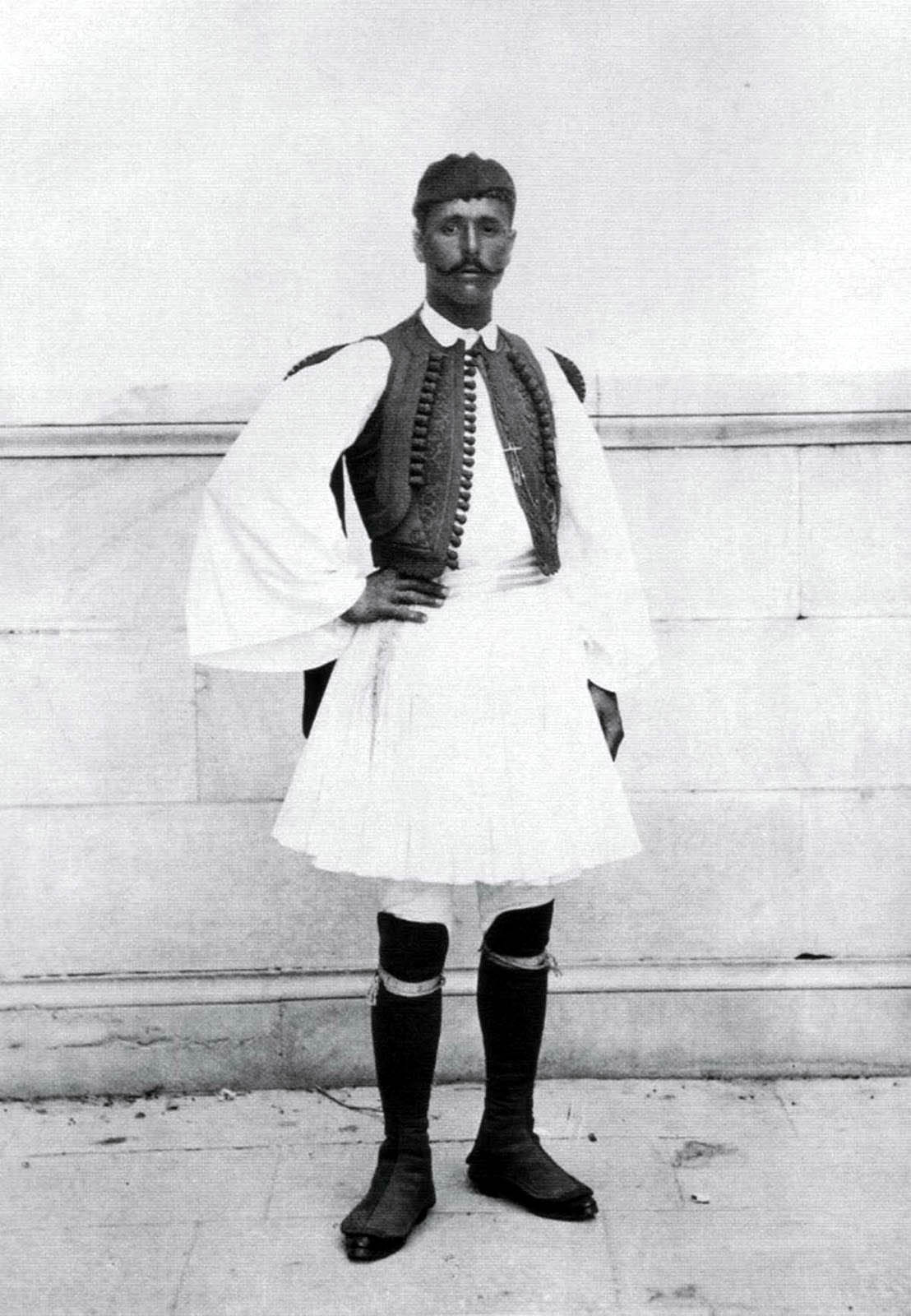
Der griechische Sieger im Marathonlauf, Spyridon Louis, in der Uniform einer Eliteeinheit der Armee.
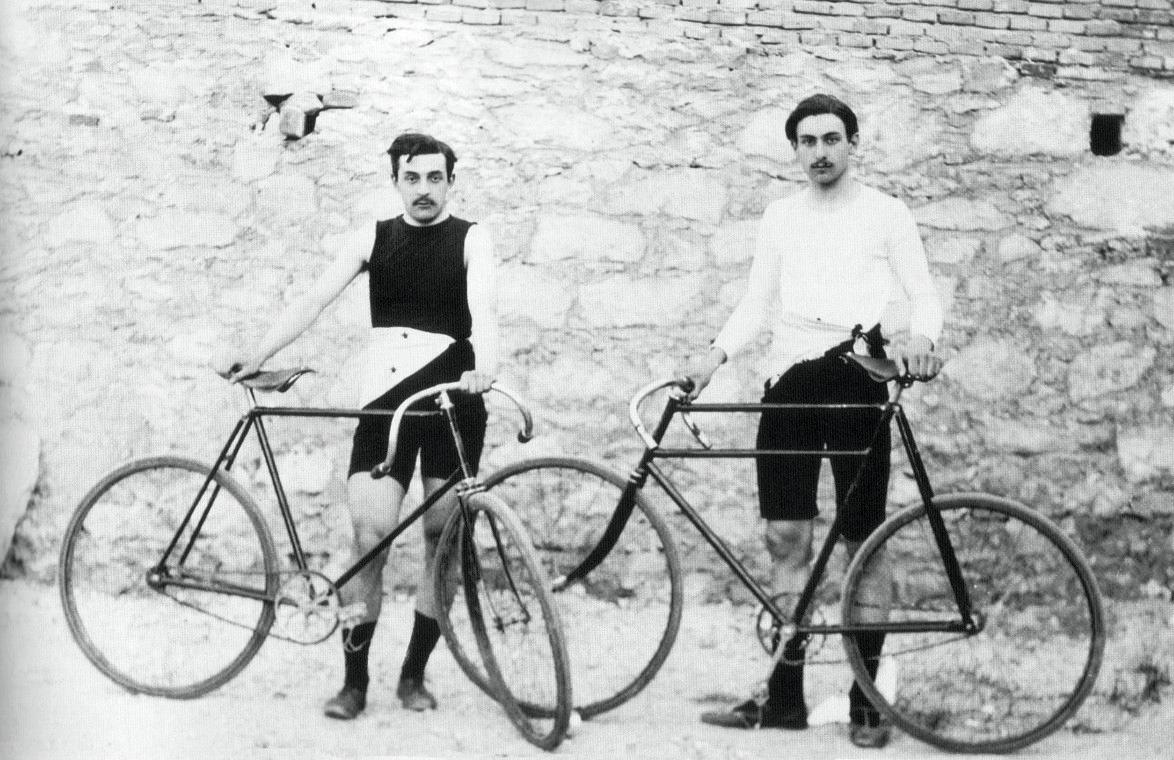
Die französischen Radrennfahrer Paul Masson und Léon Flameng.
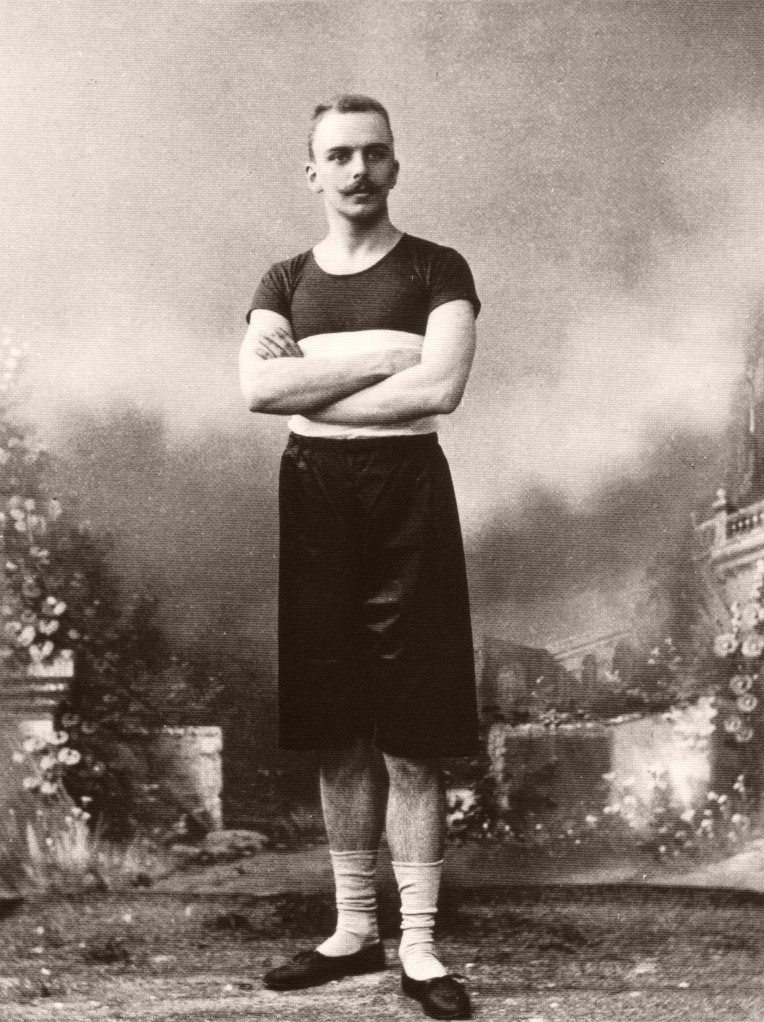
Der Sieger im Tennis (Doppel), Friedrich Adolf Traun aus Hamburg, eigentlich zum 800-Meter-Lauf angereist.

Noch während der Spiele entwickelte Meyer seine fotografischen Platten und überließ sie dem Verlag Kurt Beck und anderen Verlagen. „Beck’s Album“ war der erste offizielle Olympia-Report. Nach seiner Rückkehr ließ Albert Meyer aufwändige lederne Mappen mit der Aufschrift „Olympische Spiele Athen 1896“ herstellen. Sie enthielten jeweils 25–35 Bildtafeln und wurden an zahlreiche Königs- und Fürstenhäuser versandt. Dies brachte Meyer hohe Aufmerksamkeit, Anerkennung und zahlreiche Auszeichnungen in Form von Orden und Medaillen ein. In den Jahren nach 1896 nahmen die geschäftlichen Erfolge seiner „Photographischen Ateliers“ zu. 1898 wurde sein Vermögen auf 120.000 Mark geschätzt. Albert Meyer hat seine Teilnahme als Fotograf an den Olympischen Spielen 1896 in Athen wiederholt als das größte Ereignis seines Lebens bezeichnet.

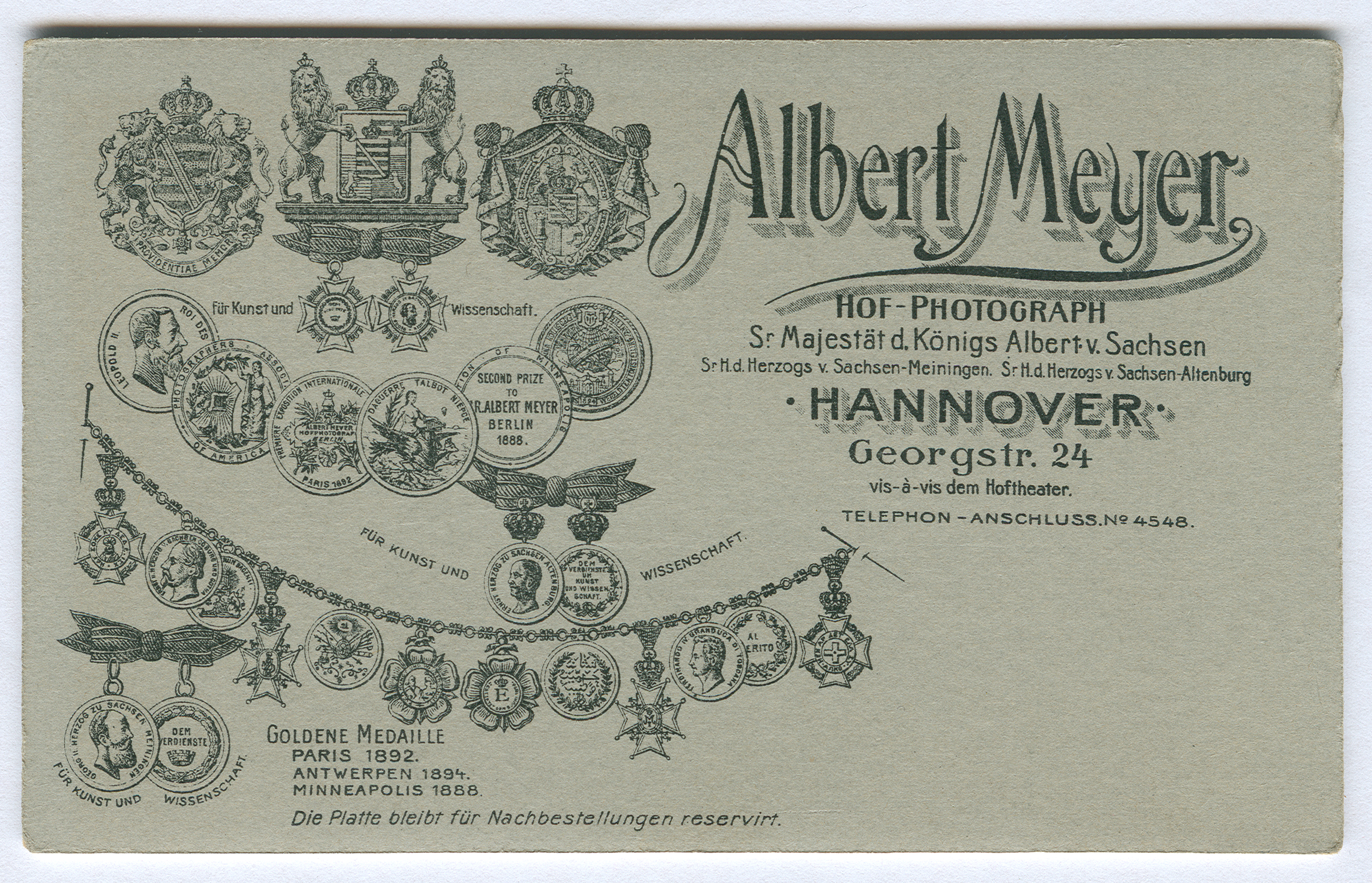
Rückseite einer Carte de Visite von Meyer aus der „Georgstraße in Hannover «vis-à-vis» dem Opernhaus“

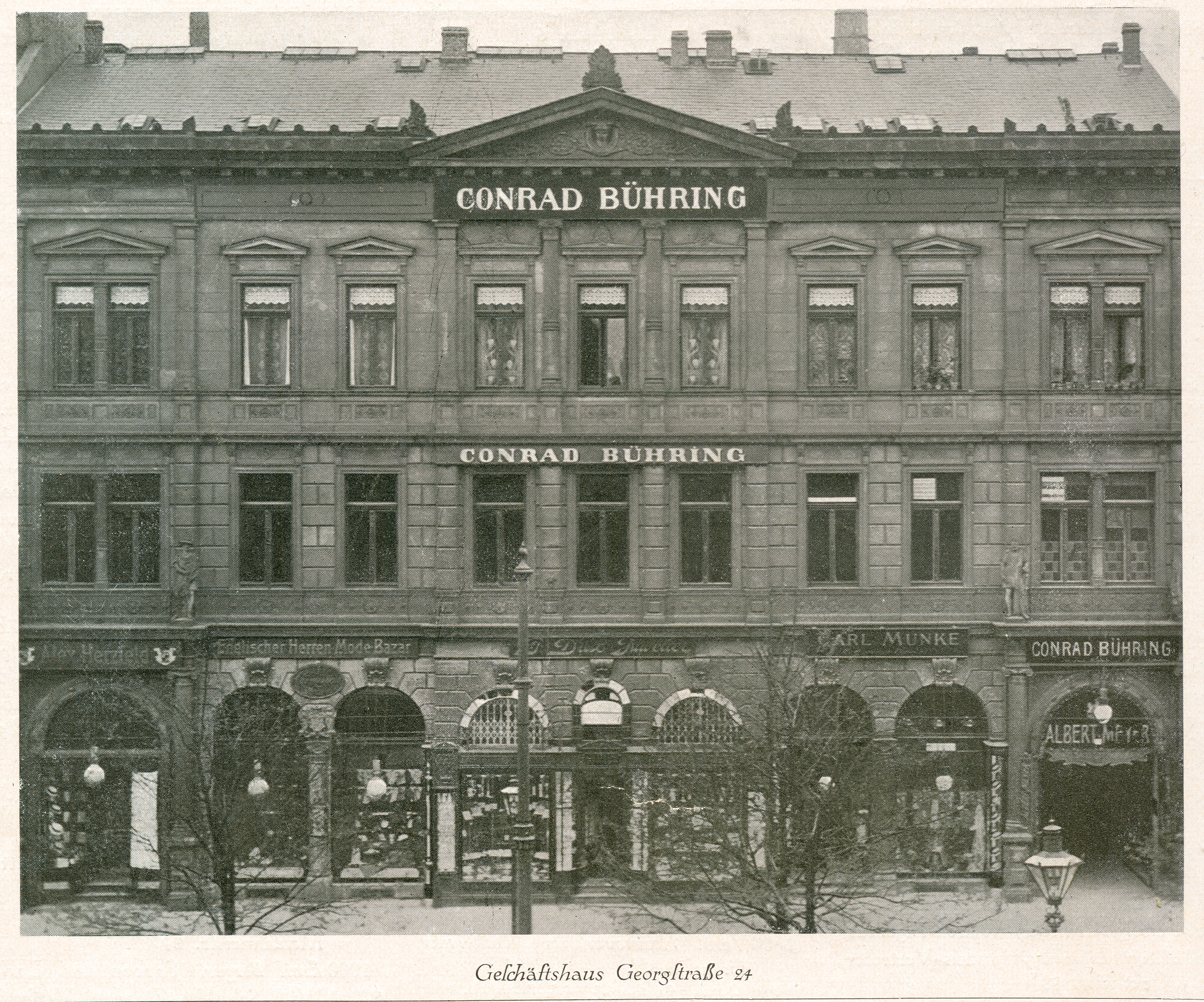
Um 1902 oder später: Das später Haus Frensdorff/Bühring genannte Geschäftsgebäude in der Georgstraße 24 (heute: Hausnummer 38) in Hannover, unter anderem mit dem Schriftzug Conrad Bühring und dem Namen des Hoffotografen Albert Meyer über dessen Schau- und „Wärmehalle“

## Auszeichnungen
- 1892: Goldene Medaille in der Gruppe IV (Aufnahmen von Berufsfotografen) auf der „Ersten Internationalen photographischen Ausstellung in Paris“[14]
- 1898: Verdienst-Kreuz für Kunst und Wissenschaften vom Herzog von Sachsen-Meiningen.[15]
- 1900: Rote Kreuz Medaille am Bande zu tragen vom Kaiser verliehen.[16]
- 1900: Offizierskreuz des St.-Sava-Ordens vom König von Serbien.[17]

Albert Meyer war ausweislich seines Briefbogens von 1903
- Ritter
  - des Königlich Griechischen Erlöser-Ordens und
  - „des Fürstlich Lippe’schen-Ordens für Kunst und Wissenschaft“.
- vom Herzogtum Sachsen-Meiningen
  - die goldene Medaille für Kunst und Wissenschaft,
- die Herzog-Ernst-Medaille,
- vom Herzogtum Sachsen-Altenburg die Verdienst-Medaille für Kunst und Wissenschaft mit der Krone,
- vom Großherzogtum Toskana die goldene Verdienst-Medaille Erster Klasse sowie
- die „Kaiserlich Türkische Verdienst-Medaille“,
- die königlich sächsische Carola-Medaille.
- 1888: Silberne Medaille in Minneapolis von der Photographers Association of America[18]
- 1894: Silberne Medaille in Antwerpen
- 1895: Silberne Medaille in Athen

Noch während seiner Zeit in Berlin und im Seebad Misdroy war Albert Meyer Hoffotograf von
- Albert König von Sachsen,[19]

Anfang 1903 wurde er Hoffotograf von
- Ernst Herzog von Sachsen-Altenburg.[10]

## Sekundärliteratur
- div. Ausgaben der Photographischen Chronik, ZDB-ID 516934-3
- div. Ausgaben der Photographische Correspondenz, ZDB-ID 123175-3